# Вагенинген

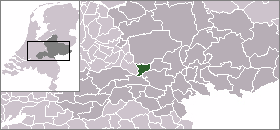
Расположение общины на карте Нидерландов

Вагенинген (нидерл. Wageningen, МФА: [ˈʋaːɣənɪŋə(n)]) — город и община в Нидерландах, в провинции Гелдерланд.
Город Вагенинген расположен на северном берегу Недеррейна, на границе между долиной Гелдер и холмами Велюве (нидерл. Veluwe).
По данным на 1 января 2012 население города составляет 36 419 человек, из которых тысячи являются студентами Вагенингенского университета.

## История
Наиболее ранние известные поселения находятся к северу от современного центра города и упоминаются в источниках с 828 года. В период раннего Средневековья на холме к востоку от города была построена небольшая церковь. В XII веке люди поселились на территории, расположенной в предалах современной улицы Бергстраат (нидерл. Bergstraat), подтверждением чему явилась брусчатка тех лет, обнаруженная археологами рядом с гостиницей «Хотел де Верелд» (нидерл. Hotel de Wereld). Вагенинген получил статус города в 1263 году. Он был защищён рвом и крепостной стеной. В 1526 году был сооружён замок, разобранный в XVIII веке. Части оснований трёх башен замка и крепостной стены до сих пор видны в современном городе.
Город, его жители и предприятия серьёзно пострадали во время Второй мировой войны. Центральная часть Вагенингена была уничтожена огнём немецкой артиллерии после вторжения фашистской Германии в Нидерланды в мае 1940 года. Немецкий генерал Йоханнес Бласковиц сдался канадскому генералу Чарльзу Фоуксу (англ. Charles Foulkes) в Вагенингене 5 мая 1945 года, что явилось официальным окончанием войны в Нидерландах. Переговоры о капитуляции проходили в помещении современной гостиницы «Хотел де Верелд», которая расположена в самом центре города. Ежегодно 5 мая в Вагенингене широко празднуется День Освобождения Нидерландов, на который собираются до 120000 человек, чествующих марширующих по городу ветеранов войны.

## Состав общины
В общину Вагенинген входят следующие населённые пункты:
- Вагенинген
- Вагенинген-Хог
- Нуде

## Образование
Главное учебное заведение Вагенингена — Университет, в 2005 году получивший от Еврокомиссии так называемый «знак качества» — значок ECTS (the European Credit Transfer System).
По опросу студентов, проведённому в 2005 году, лучшим классическим университетом Нидерландов был признан университет Вагенингена.

## Ссылки

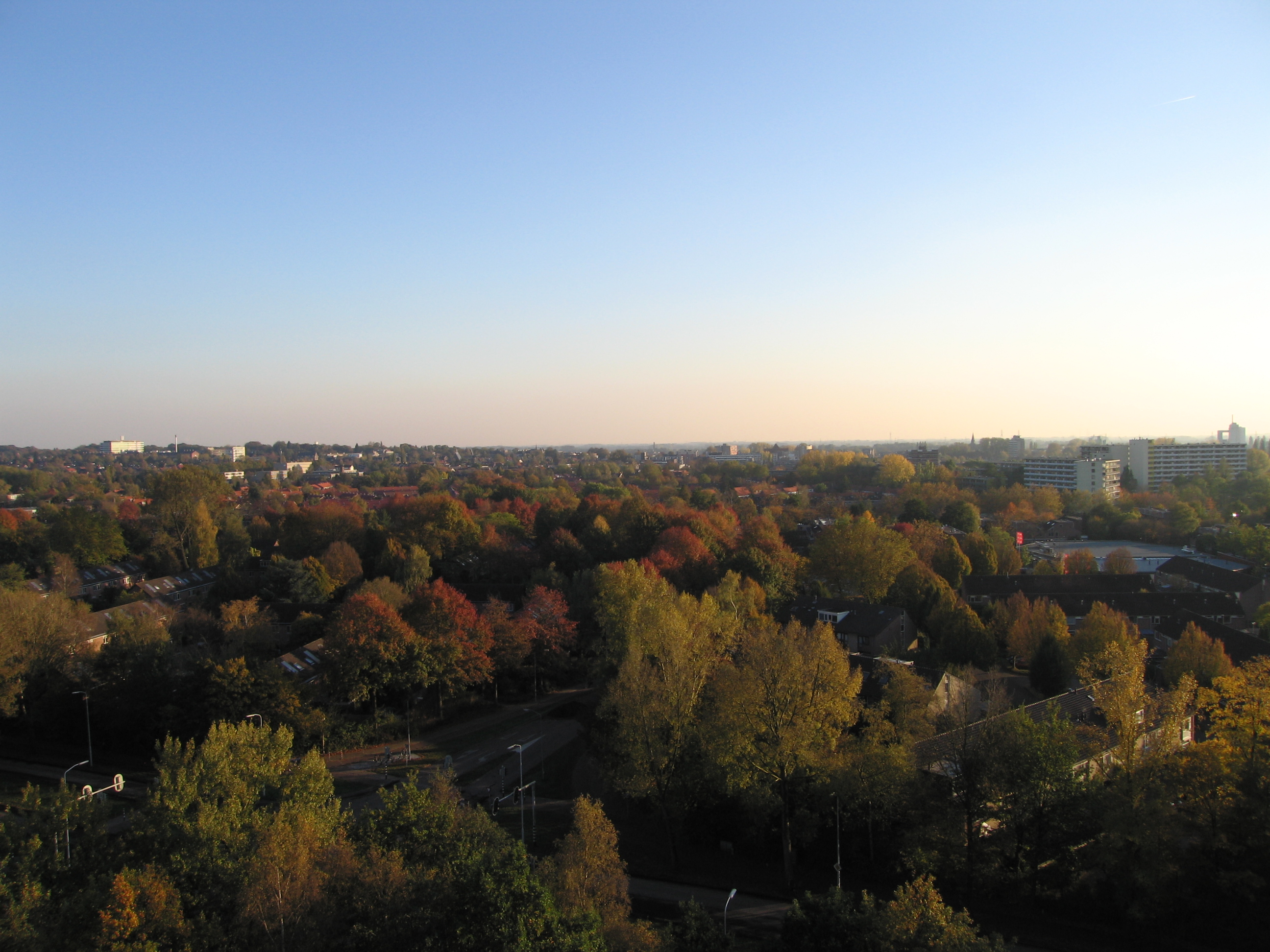
Вагенинген осенью